# Hortobágyi Károly
Hortobágyi Károly (Erzsébetfalva, 1899. augusztus 11. – Budapest, 1973. július 27.) artista, tanár.

## Élete
Hortobágyi Károly nem cirkuszi családba született, fiatal korában inkább a különböző sportágak művelésében, leginkább a futballban tűnt ki. A ’20-as években – artista ismerősei révén – kezdett el akrobatikával foglalkozni. 
Magyarországon ebben az időben több, a cirkuszi világban sikeres ugródeszka csoport működött, melyek szívesen látták a tehetséges, kiváló adottságú fiatalembert. Leghosszabb ideig, 1930–1933 között a Magyarországon és külföldön egyaránt fellépő FALUDY ugródeszka csoport tagjaként dolgozott. Szerződésének lejártát követően, 1934 elején megalakította a később világhírűvé vált HORTOBÁGYI akrobata csoportot.
A HORTOBÁGYI csoport hamarosan a legrangosabb cirkuszi műsorokba kapott meghívást, 1935-ben már egy műsorban lépett fel a nagy hírű Rivels bohóc családdal, valamint minden idők idők legnagyobb trapéz sztárjával, Alfrédi Codonas-szal.
Az ötvenes évek végén zárta le a nagy sikerekkel övezett artista-pályafutását. Ezt követően az évtizedek alatt felhalmozott szakmai tudásával továbbra is aktívan segítette a jórészt családtagjaiból álló akrobata csoport munkáját. A Hortobágyi csoport 1980-ban fejezte be véglegesen működését.
Aktív pályafutásának lezárását követően részt vett a Magyar Cirkusz és Varieté Vállalat művészeti fejlesztésében, 1960-tól pedig az Állami Artistaképző Intézetben dolgozott tanárként. Tevékeny részt vállalt a 70-es évek nagy magyar artista-generációjának kinevelésében. Ő hozta létre a 7 Faludi akrobata csoportot, amely hosszú évekig Európában, Amerikában és Japánban kápráztatta el a közönséget.
Életpályája és szakmai munkája előtti tisztelgésként a magyar kormány 1992-ben megalapította a Hortobágyi Károly-díjat, melyet minden évben a kultúráért felelős miniszter a legkiválóbb magyar artistaművésznek adományoz.